# Shkodra Elektronike
Shkodra Elektronike sta albanski elektropop glasbeni duo, ustanovljen leta 2019 v Skadru. Duo sestavljata Kolë Laca in Beatriçe Gjergji.

## Zgodovina
Oba prihajata iz Skadra, vendar sta odraščala v Italiji. Duo je v Albaniji postal širši javnosti znan leta 2020 z objavo pesmi »Ku e gjeta vedin« in »Synin si qershia«. Leta 2021 sta napisala melodije za pesem »E jemja nuse« v izvedbi Rezarta Smaje, ki je na festivalu Këngës zasedla 3. mesto. Leta 2022 sta pri založbi Alt Orient izdali svoj prvi mini album »Live @ Uzina«.
Leta 2023 sta se udeležila festivala Za Fest v Skadru, kjer sta predstavila svojo različico priljubljene pesmi »Vaj si kenka ba dynjaja«.
Dne 22. decembra 2024 sta nastopila na Këngës, albanskem nacionalnem izboru za Pesem Evrovizije s pesmijo »Zjerm«. Na izboru sta zmagala in pridobila pravico zastopati svojo državo na Pesmi Evrovizije 2025 v Baslu. Uvrstila sta se v finale, kjer sta zasedla osmo mesto. CNN je v članku, v katerem je razvrstil finalne pesmi od najslabše do najboljše, »Zjerm« postavil na prvo mesto.

## Glasbeni slog
Za njuno glasbo je značilna mešanica več zvrsti, kot so elektronska glasba, pop in tradicionalna albanska glasba.

## Diskografija

### Mini album
| Naslov       | Podrobnosti                                                                                |
| ------------ | ------------------------------------------------------------------------------------------ |
| Live @ Uzina | - Objavljeno: 10. marca 2022 - Založba: Alt Orient - Formati: digitalni prenos, pretakanje |

### Pesmi
| Naslov                                       | leto | Album / EP   |
| -------------------------------------------- | ---- | ------------ |
| »Ku e gjeta vedin«                           | 2020 | —            |
| »Synin si qershia«                           | 2020 | —            |
| »Turtulleshë«                                | 2022 | Live @ Uzina |
| »Vaj si kenka ba dynjaja« (s Tirano Fanfare) | 2023 | —            |
| »Zjerm«                                      | 2024 | —            |